# Adil El Arbi und Bilall Fallah

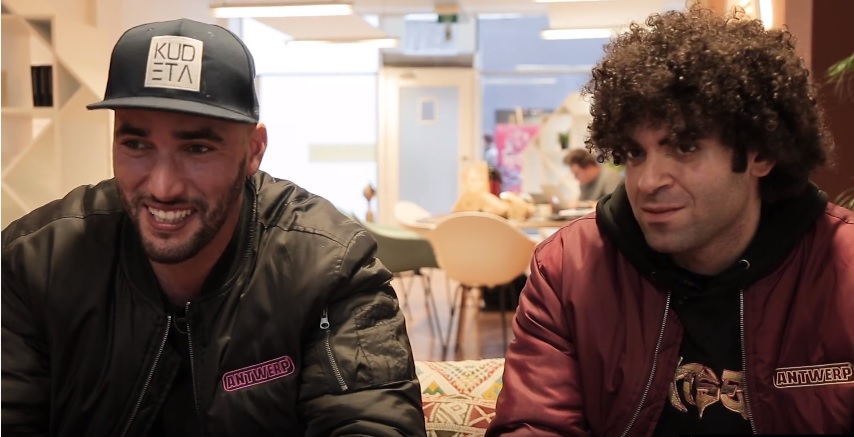
Adil El Arbi und Bilall Fallah (2018)

Adil El Arbi (* 30. Juni 1988 in Edegem) und Bilall Fallah (* 4. Januar 1986 in Vilvoorde) sind zwei belgische Filmregisseure, Drehbuchautoren und Filmeditoren marokkanischer Abstammung.

## Karriere
Adil El Arbi und Bilall Fallah gingen zusammen auf dieselbe Filmhochschule und lernten sich dort kennen. Während ihres Studiums drehten sie 2011 den Kurzfilm Broeders, der gute Kritiken erhielt. 2014 erschien ihr erster Spielfilm Image. Für die Leistung in ihrem zweiten Film Black wurde Hollywood auf das Duo aufmerksam. Für John Singletons Fernsehserie Snowfall führte das Duo Regie bei den ersten zwei Folgen, die am 5. und 12. Juli 2017 ausgestrahlt wurden. Im Februar 2018 wurden sie als Regisseure für den dritten Teil der Bad-Boys-Reihe verpflichtet. Der Film erschien im Januar 2020 in den Kinos mit dem Titel Bad Boys for Life. Sie verantworten auch die 2024 veröffentlichte Fortsetzung Bad Boys: Ride or Die. Das Duo wurde 2016 auch für den vierten Film der Beverly-Hills-Cop-Reihe verpflichtet, der dann aber ohne ihr weiteres Mitwirken 2024 als Beverly Hills Cop: Axel F erschien.
Der von den beiden inszenierte Batgirl-Film, der größtenteils fertiggestellt ist und 2022 ausgestrahlt werden sollte, wird nicht veröffentlicht werden.

## Filmografie

### Regie
- 2011: Broeders (Kurzfilm)
- 2012: Bergica (Fernsehserie)
- 2014: Image
- 2015: Black
- 2017: Hashtag (Kurzfilm)
- 2017: Snowfall (Fernsehserie, 2 Folgen)
- 2018: Gangstas 4 Life (Patser)
- 2021: Salam – Rest in Peace (Grond, Fernsehserie, 2 Folgen)
- 2020: Bad Boys for Life
- 2022: Rebel – In den Fängen des Terrors (Rebel)
- 2022: Ms. Marvel (Fernsehserie, 2 Folgen)
- 2024: Bad Boys: Ride or Die

### Drehbuch
- 2011: Broeders (Kurzfilm, nur Adil El Arbi)
- 2012: Bergica (Fernsehserie)
- 2014: Image
- 2015: Black
- 2017: Hashtag (Kurzfilm)
- 2018: Gangstas 4 Life (Patser)
- 2022: Rebel – In den Fängen des Terrors (Rebel)